# The Who Collection
The Who Collection je dvoudílné kompilační album anglické rockové kapely The Who. Bylo vydáno v říjnu 1985.

## Seznam skladeb
Autorem skladeb je Pete Townshend, pokud není uvedeno jinak.
Volume One
1. „I Can't Explain“ – 2:07
2. „Anyway, Anyhow, Anywhere“ (Roger Daltrey and Townshend) – 2:42
3. „My Generation“ – 3:17
4. „Substitute“ – 3:49
5. „A Legal Matter“ – 2:49
6. „The Kids Are Alright“ – 3:05
7. „I'm a Boy“ – 2:39
8. „Happy Jack“ – 2:13
9. „Boris the Spider“ (John Entwistle) – 2:29
10. „Pictures of Lily“ – 2:44
11. „I Can See for Miles“ – 4:08
12. „Won't Get Fooled Again“ – 8:32
13. „The Seeker“ – 3:12
14. „Let's See Action“ – 3:57
15. „Join Together“ – 4:22
16. „Relay“ – 3:54
17. „Love, Reign o'er Me“ – 6:01
18. „Squeeze Box“ – 2:41

Volume Two
1. „Who Are You“ – 5:04
2. „Long Live Rock“ – 3:59
3. „5:15“ – 4:19
4. „Magic Bus“ – 4:36
5. „Summertime Blues“ (Live) (Cochran/Capehart) – 3:27
6. „Shakin' All Over“ (Live) (Heath) – 4:31
7. „Pinball Wizard“ – 3:01
8. „The Acid Queen“ – 3:35
9. „I'm Free“ – 2:40
10. „We're Not Gonna Take It“ – 7:03
11. „Baba O'Riley“ – 4:59
12. „Behind Blue Eyes“ – 3:41
13. „Bargain“ – 5:33